# Лойкратхонг

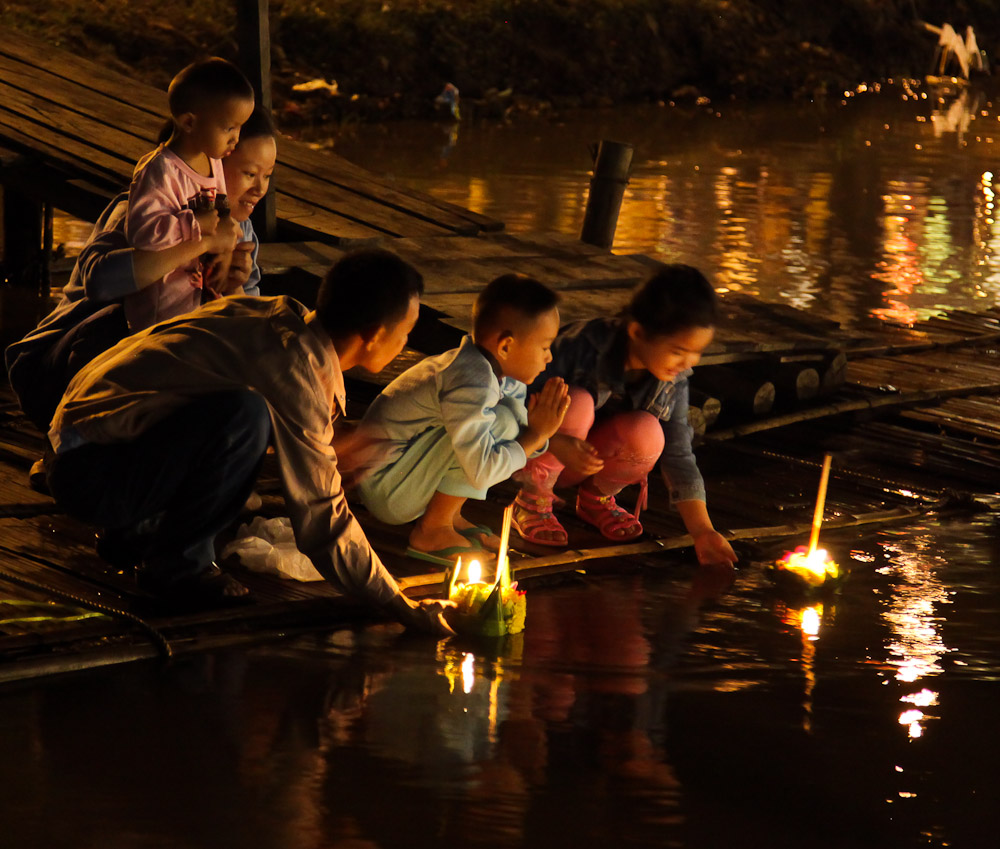

Лойкратхонг (тай. ลอยกระทง) — свято, що щорічно відзначається в Таїланді та деяких регіонах Лаосу та М'янми. Припадає на листопад під час повного місяця.
«Лой» означає «плавати», а «кратхонг» — крихітний плотик, що традиційно виготовляється з бананового листя і прикрашений квітами, запаленими свічками і ароматизованими паличками. Як вважають, цей ритуал спочатку був присвячений брахманській богині Ганге, або Пхрамекхонгкха (พระแม่คงคา), але згодом виявився пристосований у відповідність до буддистських традицій. Можливо, він має ще більш давнє коріння і походить від анімістичних вірувань, традиції шанування духів води. Сьогодні свято для тайців є ще одним приводом повеселитися.

## Символізм
У ніч повного місяця мільйони тайців і туристів пускають кратхонги у води річки, каналу, озера чи ставка. Свічка символізує світло вчення Будди, а сам ритуал — своєрідне відпущення гріхів, очищення від образ і поганих думок, можливість почати життя з білого листа. На знак свого символічного переродження багато тайців додають у цей натюрморт зрізане волосся і нігті, як частину «поганого себе». Для духів води обов'язково кладуть дрібну монетку.

## Довкілля
Кратхонги прийнято виготовляти самостійно, із природних матеріалів: бананового листя, відвареного рису або хлібних м'якушів. Кратхонг, виготовлений з біологічних матеріалів, природно розпадається на частини через кілька днів і поїдається рибами, птахами або водними тваринами.[джерело?]